# Streptocaulus caboverdensis
Streptocaulus caboverdensis är en nässeldjursart som beskrevs av Ansin Agis, Ramil och Vervoort 200. Streptocaulus caboverdensis ingår i släktet Streptocaulus och familjen Aglaopheniidae. Inga underarter finns listade i Catalogue of Life.